# Olimpiai érmesek listája kerékpározásban (nők)
Ez a lap a női olimpiai érmesek listája kerékpározásban 1984-től 2024-ig.

## Éremtáblázat
(A táblázatokban Magyarország és a rendező nemzet sportolói eltérő háttérszínnel, az egyes számoszlopok legmagasabb értéke vagy értékei vastagítással kiemelve.)
| A nyári olimpiai játékok éremtáblázata női kerékpározásban | A nyári olimpiai játékok éremtáblázata női kerékpározásban | A nyári olimpiai játékok éremtáblázata női kerékpározásban | A nyári olimpiai játékok éremtáblázata női kerékpározásban | A nyári olimpiai játékok éremtáblázata női kerékpározásban | Olimpia  |
| ---------------------------------------------------------- | ---------------------------------------------------------- | ---------------------------------------------------------- | ---------------------------------------------------------- | ---------------------------------------------------------- | -------- |
|                                                            | Ország                                                     | Arany                                                      | Ezüst                                                      | Bronz                                                      | Összesen |
| 1.                                                         | Nagy-Britannia (GBR)                                       | 12                                                         | 9                                                          | 5                                                          | 26       |
| 2.                                                         | Hollandia (NED)                                            | 11                                                         | 6                                                          | 10                                                         | 27       |
| 3.                                                         | Egyesült Államok (USA)                                     | 8                                                          | 11                                                         | 7                                                          | 26       |
| 4.                                                         | Franciaország (FRA)                                        | 8                                                          | 5                                                          | 1                                                          | 14       |
| 5.                                                         | Ausztrália (AUS)                                           | 6                                                          | 5                                                          | 6                                                          | 17       |
| 6.                                                         | Németország (GER)                                          | 5                                                          | 7                                                          | 4                                                          | 16       |
| 7.                                                         | Olaszország (ITA)                                          | 5                                                          | 1                                                          | 3                                                          | 9        |
| 8.                                                         | Új-Zéland (NZL)                                            | 3                                                          | 4                                                          | 1                                                          | 8        |
| 9.                                                         | Kína (CHN)                                                 | 3                                                          | 3                                                          | 3                                                          | 9        |
| 10.                                                        | Oroszország (RUS)                                          | 2                                                          | 4                                                          | 5                                                          | 11       |
| 11.                                                        | Kanada (CAN)                                               | 2                                                          | 2                                                          | 6                                                          | 10       |
| 12.                                                        | Kolumbia (COL)                                             | 2                                                          | 1                                                          | 1                                                          | 4        |
| 13.                                                        | Svájc (SUI)                                                | 1                                                          | 3                                                          | 5                                                          | 9        |
| 14.                                                        | Svédország (SWE)                                           | 1                                                          | 2                                                          | 1                                                          | 4        |
| 15.                                                        | Szovjetunió (URS)                                          | 1                                                          | 0                                                          | 1                                                          | 2        |
| 16.                                                        | Ausztria (AUT)                                             | 1                                                          | 0                                                          | 0                                                          | 1        |
| 16.                                                        | Észtország (EST)                                           | 1                                                          | 0                                                          | 0                                                          | 1        |
| 16.                                                        | Norvégia (NOR)                                             | 1                                                          | 0                                                          | 0                                                          | 1        |
|                                                            |                                                            |                                                            |                                                            |                                                            |          |
| 19.                                                        | Lengyelország (POL)                                        | 0                                                          | 3                                                          | 0                                                          | 3        |
| 20.                                                        | Ukrajna (UKR)                                              | 0                                                          | 1                                                          | 2                                                          | 3        |
| 21.                                                        | NSZK (FRG)                                                 | 0                                                          | 1                                                          | 1                                                          | 2        |
| 22.                                                        | Dánia (DEN)                                                | 0                                                          | 1                                                          | 0                                                          | 1        |
| 22.                                                        | Japán (JPN)                                                | 0                                                          | 1                                                          | 0                                                          | 1        |
| 22.                                                        | Kuba (CUB)                                                 | 0                                                          | 1                                                          | 0                                                          | 1        |
| 22.                                                        | Mexikó (MEX)                                               | 0                                                          | 1                                                          | 0                                                          | 1        |
| 22.                                                        | NDK (GDR)                                                  | 0                                                          | 1                                                          | 0                                                          | 1        |
|                                                            |                                                            |                                                            |                                                            |                                                            |          |
| 27.                                                        | Belgium (BEL)                                              | 0                                                          | 0                                                          | 2                                                          | 2        |
| 27.                                                        | Hongkong (HKG)                                             | 0                                                          | 0                                                          | 2                                                          | 2        |
| 27.                                                        | Az Orosz Olimpiai Bizottság versenyzői (ROC)               | 0                                                          | 0                                                          | 2                                                          | 2        |
| 27.                                                        | Spanyolország (ESP)                                        | 0                                                          | 0                                                          | 2                                                          | 2        |
| 31.                                                        | Fehéroroszország (BLR)                                     | 0                                                          | 0                                                          | 1                                                          | 1        |
| 31.                                                        | Litvánia (LTU)                                             | 0                                                          | 0                                                          | 1                                                          | 1        |
| 31.                                                        | Venezuela (VEN)                                            | 0                                                          | 0                                                          | 1                                                          | 1        |
|                                                            |                                                            |                                                            |                                                            |                                                            |          |
| Összesen                                                   | Összesen                                                   | 73                                                         | 73                                                         | 73                                                         | 219      |

## Aktuális versenyszámok

### Országúti kerékpározás

#### Egyéni mezőnyverseny
| Olimpia                        | Arany                                        | Ezüst                                        | Bronz                                    |
| 1984, Los Angeles részletek    | Connie Carpenter · Egyesült Államok (USA)    | Rebecca Twigg · Egyesült Államok (USA)       | Sandra Schumacher · NSZK (FRG)           |
| 1988, Szöul részletek          | Monique Knol · Hollandia (NED)               | Jutta Niehaus · NSZK (FRG)                   | Laima Zilporytė · Szovjetunió (URS)      |
| 1992, Barcelona részletek      | Kathryn Watt · Ausztrália (AUS)              | Jeannie Longo-Ciprelli · Franciaország (FRA) | Monique Knol · Hollandia (NED)           |
| 1996, Atlanta részletek        | Jeannie Longo-Ciprelli · Franciaország (FRA) | Imelda Chiappa · Olaszország (ITA)           | Clara Hughes · Kanada (CAN)              |
| 2000, Sydney részletek         | Leontien van Moorsel · Hollandia (NED)       | Hanka Kupfernagel · Németország (GER)        | Diana Žiliūtė · Litvánia (LTU)           |
| 2004, Athén részletek          | Sara Carrigan · Ausztrália (AUS)             | Judith Arndt · Németország (GER)             | Olga Szljuszareva · Oroszország (RUS)    |
| 2008, Peking részletek         | Nicole Cooke · Nagy-Britannia (GBR)          | Emma Johansson · Svédország (SWE)            | Tatiana Guderzo · Olaszország (ITA)      |
| 2012, London részletek         | Marianne Vos · Hollandia (NED)               | Lizzie Armitstead · Nagy-Britannia (GBR)     | Olga Zabelinszkaja · Oroszország (RUS)   |
| 2016, Rio de Janeiro részletek | Anna van der Breggen · Hollandia (NED)       | Emma Johansson · Svédország (SWE)            | Elisa Longo Borghini · Olaszország (ITA) |
| 2020, Tokió részletek          | Anna Kiesenhofer · Ausztria (AUT)            | Annemiek van Vleuten · Hollandia (NED)       | Elisa Longo Borghini · Olaszország (ITA) |
| 2024, Párizs részletek         | Kristen Faulkner · Egyesült Államok (USA)    | Marianne Vos · Hollandia (NED)               | Lotte Kopecky · Belgium (BEL)            |

#### Egyéni időfutam
| Olimpia                        | Arany                                      | Ezüst                                        | Bronz                                        |
| 1996, Atlanta részletek        | Zulfija Zabirova · Oroszország (RUS)       | Jeannie Longo-Ciprelli · Franciaország (FRA) | Clara Hughes · Kanada (CAN)                  |
| 2000, Sydney részletek         | Leontien van Moorsel · Hollandia (NED)     | Mari Holden · Egyesült Államok (USA)         | Jeannie Longo-Ciprelli · Franciaország (FRA) |
| 2004, Athén részletek          | Leontien van Moorsel · Hollandia (NED)     | Dede Barry · Egyesült Államok (USA)          | Karin Thürig · Svájc (SUI)                   |
| 2008, Peking részletek         | Kristin Armstrong · Egyesült Államok (USA) | Emma Pooley · Nagy-Britannia (GBR)           | Karin Thürig · Svájc (SUI)                   |
| 2012, London részletek         | Kristin Armstrong · Egyesült Államok (USA) | Judith Arndt · Németország (GER)             | Olga Zabelinszkaja · Oroszország (RUS)       |
| 2016, Rio de Janeiro részletek | Kristin Armstrong · Egyesült Államok (USA) | Olga Zabelinszkaja · Oroszország (RUS)       | Anna van der Breggen · Hollandia (NED)       |
| 2020, Tokió részletek          | Annemiek van Vleuten · Hollandia (NED)     | Marlen Reusser · Svájc (SUI)                 | Anna van der Breggen · Hollandia (NED)       |
| 2024, Párizs részletek         | Grace Brown · Ausztrália (AUS)             | Anna Henderson · Nagy-Britannia (GBR)        | Chloé Dygert · Egyesült Államok (USA)        |

### Pálya-kerékpározás

#### Egyéni sprint
| Olimpia                        | Arany                                     | Ezüst                                     | Bronz                                              |
| 1988, Szöul részletek          | Erika Salumäe · Szovjetunió (URS)         | Christa Luding · NDK (GDR)                | Cornelia Pareskevin-Young · Egyesült Államok (USA) |
| 1992, Barcelona részletek      | Erika Salumäe · Észtország (EST)          | Annett Neumann · Németország (GER)        | Ingrid Haringa · Hollandia (NED)                   |
| 1996, Atlanta részletek        | Félicia Ballanger · Franciaország (FRA)   | Michelle Ferris · Ausztrália (AUS)        | Ingrid Haringa · Hollandia (NED)                   |
| 2000, Sydney részletek         | Félicia Ballanger · Franciaország (FRA)   | Okszana Grisina · Oroszország (RUS)       | Irina Janovics · Ukrajna (UKR)                     |
| 2004, Athén részletek          | Lori-Ann Muenzer · Kanada (CAN)           | Tamila Abaszova · Oroszország (RUS)       | Anna Meares · Ausztrália (AUS)                     |
| 2008, Peking részletek         | Victoria Pendleton · Nagy-Britannia (GBR) | Anna Meares · Ausztrália (AUS)            | Kuo Suang (Guo Shuang) · Kína (CHN)                |
| 2012, London részletek         | Anna Meares · Ausztrália (AUS)            | Victoria Pendleton · Nagy-Britannia (GBR) | Kuo Suang (Guo Shuang) · Kína (CHN)                |
| 2016, Rio de Janeiro részletek | Kristina Vogel · Németország (GER)        | Becky James · Nagy-Britannia (GBR)        | Katy Marchant · Nagy-Britannia (GBR)               |
| 2020, Tokió részletek          | Kelsey Mitchell · Kanada (CAN)            | Olena Sztarikova · Ukrajna (UKR)          | Léj Vaj-szí (Lee Wai-sze) · Hongkong (HKG)         |
| 2024, Párizs részletek         | Ellesse Andrews · Új-Zéland (NZL)         | Lea Friedrich · Németország (GER)         | Emma Finucane · Nagy-Britannia (GBR)               |

#### Csapat sprint
| Olimpia                        | Arany                                                                     | Ezüst                                                       | Bronz                                                                                |
| 2012, London részletek         | Németország (GER) · Kristina Vogel · Miriam Welte                         | Kína (CHN) · Kung Csin-csie · Kuo Suang (Guo Shuang)        | Ausztrália (AUS) · Kaarle McCulloch · Anna Meares                                    |
| 2016, Rio de Janeiro részletek | Kína (CHN) · Kung Csin-csie (Gong Jinjie) · Csung Tien-si (Zhong Tianshi) | Oroszország (RUS) · Darja Smeleva · Anasztaszija Vojnova    | Németország (GER) · Miriam Welte · Kristina Vogel                                    |
| 2020, Tokió részletek          | Kína (CHN) · Pao San-csu (Bao Shanju) · Csung Tien-si (Zhong Tianshi)     | Németország (GER) · Lea Friedrich · Emma Hinze              | Az Orosz Olimpiai Bizottság versenyzői (ROC) · Darja Smeljova · Anasztaszija Vojnova |
| 2024, Párizs részletek         | Nagy-Britannia · Katy Marchant · Sophie Capewell · Emma Finucane          | Új-Zéland · Rebecca Petch · Shaane Fulton · Ellesse Andrews | Németország · Pauline Grabosch · Emma Hinze · Lea Friedrich                          |

#### Csapat üldözőverseny
| Olimpia                        | Arany                                                                                 | Ezüst                                                                                             | Bronz                                                                                                  |
| 2012, London részletek         | Nagy-Britannia (GBR) · Danielle King · Laura Trott · Joanna Rowsell                   | Egyesült Államok (USA) · Sarah Hammer · Dotsie Bausch · Jennie Reed                               | Kanada (CAN) · Tara Whitten · Gillian Carleton · Jasmin Glaesser                                       |
| 2016, Rio de Janeiro részletek | Nagy-Britannia (GBR) · Katie Archibald · Laura Trott · Elinor Barker · Joanna Rowsell | Egyesült Államok (USA) · Sarah Hammer · Kelly Catlin · Chloé Dygert · Jennifer Valente            | Kanada (CAN) · Allison Beveridge · Jasmin Glaesser · Kirsti Lay · Georgia Simmerling · Laura Brown*    |
| 2020, Tokió részletek          | Németország (GER) · Franziska Brauße · Lisa Brennauer · Lisa Klein · Mieke Kröger     | Nagy-Britannia (GBR) · Katie Archibald · Laura Kenny · Neah Evans · Josie Knight · Elinor Barker* | Egyesült Államok (USA) · Chloé Dygert · Megan Jastrab · Jennifer Valente · Emma White · Lily Williams* |
| 2024, Párizs részletek         | Egyesült Államok · Chloé Dygert · Kristen Faulkner · Jennifer Valente · Lily Williams | Új-Zéland · Bryony Botha · Emily Shearman · Nicole Shields · Ally Wollaston                       | Nagy-Britannia · Elinor Barker · Josie Knight · Anna Morris · Jessica Roberts                          |

#### Keirin
| Olimpia                        | Arany                                     | Ezüst                               | Bronz                                      |
| 2012, London részletek         | Victoria Pendleton · Nagy-Britannia (GBR) | Kuo Suang (Guo Shuang) · Kína (CHN) | Léj Vaj-szí (Lee Wai-sze) · Hongkong (HKG) |
| 2016, Rio de Janeiro részletek | Elis Ligtlee · Hollandia (NED)            | Becky James · Nagy-Britannia (GBR)  | Anna Meares · Ausztrália (AUS)             |
| 2020, Tokió részletek          | Shanne Braspennincx · Hollandia (NED)     | Ellesse Andrews · Új-Zéland (NZL)   | Lauriane Genest · Kanada (CAN)             |
| 2024, Párizs részletek         | Ellesse Andrews · Új-Zéland (NZL)         | Hetty van de Wouw · Hollandia (NED) | Emma Finucane · Nagy-Britannia (GBR)       |

#### Madison
| Olimpia                | Arany                                                | Ezüst                                        | Bronz                                                                                  |
| 2020, Tokió részletek  | Nagy-Britannia (GBR) · Katie Archibald · Laura Kenny | Dánia (DEN) · Amalie Dideriksen · Julie Leth | Az Orosz Olimpiai Bizottság versenyzői (ROC) · Gulnaz Hatunceva · Marija Novolodszkaja |
| 2024, Párizs részletek | Olaszország · Chiara Consonni · Vittoria Guazzini    | Nagy-Britannia · Elinor Barker · Neah Evans  | Hollandia · Maike van der Duin · Lisa van Belle                                        |

#### Omnium
| Olimpia                        | Arany                                     | Ezüst                                 | Bronz                                |
| 2012, London részletek         | Laura Trott · Nagy-Britannia (GBR)        | Sarah Hammer · Egyesült Államok (USA) | Annette Edmondson · Ausztrália (AUS) |
| 2016, Rio de Janeiro részletek | Laura Trott · Nagy-Britannia (GBR)        | Sarah Hammer · Egyesült Államok (USA) | Jolien D'Hoore · Belgium (BEL)       |
| 2020, Tokió részletek          | Jennifer Valente · Egyesült Államok (USA) | Kadzsihara Júmi · Japán (JPN)         | Kirsten Wild · Hollandia (NED)       |
| 2024, Párizs részletek         | Jennifer Valente · Egyesült Államok (USA) | Daria Pikulik · Lengyelország (POL)   | Ally Wollaston · Új-Zéland (NZL)     |

### Hegyi-kerékpározás
| Olimpia                        | Arany                                        | Ezüst                                   | Bronz                                   |
| 1996, Atlanta részletek        | Paola Pezzo · Olaszország (ITA)              | Alison Sydor · Kanada (CAN)             | Susan DeMattei · Egyesült Államok (USA) |
| 2000, Sydney részletek         | Paola Pezzo · Olaszország (ITA)              | Barbara Blatter · Svájc (SUI)           | Margarita Fullana · Spanyolország (ESP) |
| 2004, Athén részletek          | Gunn Rita Dahle-Flesjå · Norvégia (NOR)      | Marie-Hélène Prémont · Kanada (CAN)     | Sabine Spitz · Németország (GER)        |
| 2008, Peking részletek         | Sabine Spitz · Németország (GER)             | Maja Włoszczowska · Lengyelország (POL) | Irina Kalentyjeva · Oroszország (RUS)   |
| 2012, London részletek         | Julie Bresset · Franciaország (FRA)          | Sabine Spitz · Németország (GER)        | Georgia Gould · Egyesült Államok (USA)  |
| 2016, Rio de Janeiro részletek | Jenny Rissveds · Svédország (SWE)            | Maja Włoszczowska · Lengyelország (POL) | Catharine Pendrel · Kanada (CAN)        |
| 2020, Tokió részletek          | Jolanda Neff · Svájc (SUI)                   | Sina Frei · Svájc (SUI)                 | Linda Indergand · Svájc (SUI)           |
| 2024, Párizs részletek         | Pauline Ferrand-Prévot · Franciaország (FRA) | Haley Batten · Egyesült Államok (USA)   | Jenny Rissveds · Svédország (SWE)       |

### BMX

#### Verseny
| Olimpia                        | Arany                                        | Ezüst                                       | Bronz                                 |
| 2008, Peking részletek         | Anne-Caroline Chausson · Franciaország (FRA) | Laëtitia Le Corguillé · Franciaország (FRA) | Jill Kintner · Egyesült Államok (USA) |
| 2012, London részletek         | Mariana Pajón · Kolumbia (COL)               | Sarah Walker · Új-Zéland (NZL)              | Laura Smulders · Hollandia (NED)      |
| 2016, Rio de Janeiro részletek | Mariana Pajón · Kolumbia (COL)               | Alise Post · Egyesült Államok (USA)         | Stefany Hernandez · Venezuela (VEN)   |
| 2020, Tokió részletek          | Beth Shriever · Nagy-Britannia (GBR)         | Mariana Pajón · Kolumbia (COL)              | Merel Smulders · Hollandia (NED)      |
| 2024, Párizs részletek         | Saya Sakakibara · Ausztrália (AUS)           | Manon Veenstra · Hollandia (NED)            | Zoé Claessens · Svájc (SUI)           |

#### Szabadgyakorlat
| Olimpia                | Arany                                        | Ezüst                                   | Bronz                            |
| 2020, Tokió részletek  | Charlotte Worthington · Nagy-Britannia (GBR) | Hannah Roberts · Egyesült Államok (USA) | Nikita Ducarroz · Svájc (SUI)    |
| 2024, Párizs részletek | Teng Ja-ven (Deng Yawen) · Kína (CHN)        | Perris Benegas · Egyesült Államok (USA) | Natalya Diehm · Ausztrália (AUS) |

## Megszűnt versenyszámok

### Egyéni üldözőverseny
| Olimpia         | Arany                                  | Ezüst                                    | Bronz                                  |
| 1992, Barcelona | Petra Rossner · Németország (GER)      | Kathryn Watt · Ausztrália (AUS)          | Rebecca Twigg · Egyesült Államok (USA) |
| 1996, Atlanta   | Antonella Bellutti · Olaszország (ITA) | Marion Clignet · Franciaország (FRA)     | Judith Arndt · Németország (GER)       |
| 2000, Sydney    | Leontien van Moorsel · Hollandia (NED) | Marion Clignet · Franciaország (FRA)     | Yvonne McGregor · Nagy-Britannia (GBR) |
| 2004, Athén     | Sarah Ulmer · Új-Zéland (NZL)          | Katie MacTier · Ausztrália (AUS)         | Leontien van Moorsel · Hollandia (NED) |
| 2008, Peking    | Rebecca Romero · Nagy-Britannia (GBR)  | Wendy Houvenaghel · Nagy-Britannia (GBR) | Leszja Kalitovszka · Ukrajna (UKR)     |

### Egyéni időfutam
| Olimpia      | Arany                                   | Ezüst                                        | Bronz                                         |
| 2000, Sydney | Félicia Ballanger · Franciaország (FRA) | Michelle Ferris · Ausztrália (AUS)           | Csiang Cuj-hua (Jiang Cuihua) · Kína (CHN)    |
| 2004, Athén  | Anna Meares · Ausztrália (AUS)          | Csiang Jung-hua (Jiang Yonghua) · Kína (CHN) | Natallja Cilinszkaja · Fehéroroszország (BLR) |

### Pontverseny
| Olimpia       | Arany                                  | Ezüst                                  | Bronz                                 |
| 1996, Atlanta | Nathalie Lancien · Franciaország (FRA) | Ingrid Haringa · Hollandia (NED)       | Lucy Tyler-Sharman · Ausztrália (AUS) |
| 2000, Sydney  | Antonella Bellutti · Olaszország (ITA) | Leontien van Moorsel · Hollandia (NED) | Olga Szljuszareva · Oroszország (RUS) |
| 2004, Athén   | Olga Szljuszareva · Oroszország (RUS)  | Belem Guerrero · Mexikó (MEX)          | María Luisa Calle · Kolumbia (COL)    |
| 2008, Peking  | Marianne Vos · Hollandia (NED)         | Yoanka González · Kuba (CUB)           | Leire Olaberria · Spanyolország (ESP) |